# Parti démocratique uni (Guyane britannique)
Le Parti démocratique uni (United Democratic Party, UDP) est un parti politique de la Guyane britannique fondé en 1955 par John Carter. Il obtient un siège lors des élections législatives de  1957. En 1959 il fusionne avec le Congrès national du peuple.